# Araneus graemii
Araneus graemii är en spindelart som beskrevs av Pocock 1900. Araneus graemii ingår i släktet Araneus och familjen hjulspindlar. Inga underarter finns listade i Catalogue of Life.